# Alkésztisz (Lully)
Az Alkésztisz (franciául: Alceste, ou Le triomphe d'Alcide tragédie en musique Jean-Baptiste Lully műve prológus és öt felvonásban. A francia nyelvű librettót Philippe Quinault írta Euripidész Alkésztisz című műve alapján. Először 1674. január 19-én adták elő a Théâtre du Palais-Royalban a párizsi opera művészeinek előadásában.
Az operát XIV. Lajos francia királynak  a Franche-Comté régió megszerzésére irányuló, spanyolok felett aratott végső győzelmének megünneplésére mutatták be, a prológusban pedig a csatából hazatérő nimfák jelennek meg. Maga az opera Alkésztiszről, Jólkosz hercegnőjéről és Thesszália királynőjéről szól, akit az első felvonásban Lükomédész, Szkírosz királya elrabolt testvére, Thetisz tengeri nimfa segítségével; Aiolosz, a szelek istene; és más természetfeletti erők. A megmentéséért vívott csatában Alkidész (Héraklész) diadalmaskodik, de Alkésztisz férje, Admétosz halálos sebet kap. Apollón beleegyezik, hogy életben hagyja Admétoszt, ha valaki meghal helyette. Alkésztisz agyonszúrja magát, hogy teljesítse ezt, de Alkidész, akí szereti, kimenti őt az alvilágból. Az opera Alkésztisz alvilágból való visszatérésének és Alkidész nemes vitézségének megünneplésével ér véget, amikor visszaadja őt férjének, és lemond minden igényéről.
Az Alkésztisz Lully második zenés tragédiája a Cadmus és Hermione után. Az udvarban kétszer adták elő 1677-ben, majd még egyszer 1678-ban.

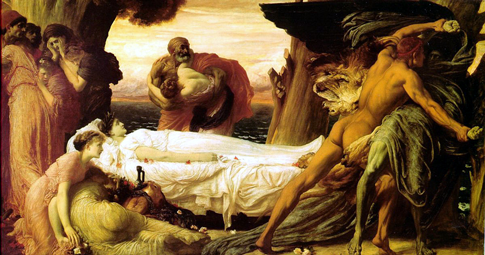
Frederic Lord Leighton (1869–71) Héraklész harcol a halállal, hogy megmentse Alkésztiszt

## Szerepek
| Szerep                                           | Hang típusa                   | Szereplő, 1678 (Karmester: – )                    |
| ------------------------------------------------ | ----------------------------- | ------------------------------------------------- |
| A Szajna nimfája                                 | szoprán                       | Mlle de Saint-Christophe (vagy Saint-Christophle) |
| La Gloire                                        | szoprán                       | Mlle de La Garde                                  |
| A Tuileriák nimfája                              | szoprán                       | Mlle Rebel                                        |
| A Marne-i nimfa                                  | szoprán                       | Mlle Ferdinánd                                    |
| Alkésztisz, Jólkosz hercegnője                   | szoprán                       | Mlle de Saint-Christophe                          |
| Admétosz, Thesszália királya                     | haute-contre                  | Bernard Clédière                                  |
| Alkidész (Héraklész), görög hős                  | bariton                       | Jean Gaye                                         |
| Lükomédész, Szkírosz királya és Thetisz testvére | basszus                       | Jacques Godonesche                                |
| Lükász, Alkidész bizalmasa                       | haute-contre                  | François Langeais                                 |
| Sztratón, Lükomédész bizalmasa                   | basszus                       | Antoine Morel                                     |
| Képhisz, Alkésztisz bizalmasa                    | szoprán                       | Mlle Beaucreux                                    |
| Kleantész, Admétosz lovagja                      | tenor                         | Frizon                                            |
| Pherész, Admétosz apja                           | tenor                         | Gingan                                            |
| Kharón                                           | bariton                       | Antoine Morel                                     |
| Pluton                                           | basszus                       | Jacques Godonesche                                |
| Thetisz, tengeri nimfa                           | szoprán                       | Mlle des Fronteaux (vagy Desfronteaux)            |
| Apollón                                          | haute-contre                  | Le Roy                                            |
| Perszephoné szoprán                              | Mlle Bony                     |                                                   |
| Alkésztisz szelleme,                             | néma szerep                   |                                                   |
| Alektón, egy fúria                               | haute-contre (transzvesztita) | Le Roy                                            |
| Egy visszautasított szellem,                     | szoprán                       |                                                   |
| Aiolosz, a szelek királya                        | bariton                       | Puvigny                                           |
| Diana                                            | szoprán                       | Mlle Piesche                                      |
| Merkúr                                           | néma szerep                   |                                                   |

## Szinopszis

### Prológus
A Szajna nimfája arra vágyik, hogy XIV. Lajos visszatérjen a csatából. Egy szoprán biztosítja, hogy követi Glory-t, és visszatér. Megkezdődik a pásztoristenségek ünnepe.

### 1. felvonás
A jelenet egy thesszáliai kikötőt mutat be, ahol egy nagyszerű hajót látunk feldíszítve és egy fesztiválra előkészítve, több hadihajó mellett horgonyozva.
Nagyszabású fesztivált terveznek Alkésztisz és Admétosz, Thesszália királya esküvőjére. Alkidész, aki szintén szereti Alkésztiszt, azt mondja emberének, Lychasnak, hogy legszívesebben nem venne részt az esküvőn, nehogy feleslegesen szenvedjen. Lychas ráveszi, hogy maradjon estig, nehogy pletykákat generáljon.
A következő jelenetben Lychas és Sztratón mindketten azt állítják, hogy Céphise bevallotta, hogy szereti őket, de egyikük sem hisz a másiknak, mindketten azt gondolják, hogy ők az egyetlen szeretője. Lychas ezután Céphise-szel elhagyja Sztratónt, és kihallgatja őket. Céphise beismeri állhatatlanságát, de nem kér bocsánatot. Sztratón felháborodik, hiszen két éve hűséges hozzá.
Lükomédész belép és megszakítja a párbeszédet Céphise és Sztratón között. Lükomédész is szereti Alkésztiszt, de úgy tűnik, ő jobban meg van békére a visszautasítással, mint Alkésztisz, és még arra is vállalkozott, hogy segít megtervezni a napi ünnepségeket.
Később, az ünnepségek alatt Lükomédész és Sztratón felvezette Céphise-t és Alkésztiszt Lükomédész hajójára, elmagyarázva, hogy ez a szórakozás része. Ám mielőtt Alkidész és Admétosz beszálltak volna, a folyosó a tengerbe omlik. A csónak ezután elindul, és Szkírosz felé indul Céphise-zel és Alkésztisszel. Kiderült, hogy Lükomédész Sztratón segítségével Alkésztisz elrablását tervezte, hogy bosszút álljon Admétoszon. A thesszalonikaiak megpróbálnak beszállni saját hajóikra, és üldözni próbálják őket, de Thetisz istennő, Lükomédész nővére megparancsolja az északi szeleknek, hozzanak létre heves vihart, hogy megvédjék testvére repülését.
Ám hamarosan Éole isten közbelép. Csillapítja a vihart, és elküldi a szelíd nyugati szeleket, hogy kiszorítsák az északi szeleket, lehetővé téve Admétosz hajóinak, hogy egészen Szkíroszig üldözzék az árulókat.

### 2. felvonás
Szkírosz szigetén. A jelenet a sziget fő városát mutatja be.
Szkíroszon Céphise-t Sztratón tartja fogva, és Alkésztisz is Lükomédész foglya.
Abban a reményben, hogy visszanyerheti szabadságát, Céphise megpróbálja megnyugtatni Sztratónt azzal, hogy megígéri, hogy hűséges lesz hozzá. Sztratón kétkedve fogadja ezt az ígéretet, és beleegyezik, hogy kiszabadítsa őt azzal a feltétellel, hogy előbb hozzámegy feleségül. Céphise óvatosan közli vele, hogy addig nem megy hozzá, amíg ki nem szabadul.
A párbeszédet Lükomédész és Alkésztisz érkezése szakítja meg. Alkésztisz azzal próbálja csillapítani elrablója haragját, hogy elmagyarázza, hogy senkit sem lehet rákényszeríteni arra, hogy szeressen, és nem szabad szívére vennie az elutasítást. De semmi sem működik: a dühös, kétségbeesett és könyörtelen Lükomédészt nem lehet rávenni, hogy feladja bosszúját.
Sztratón ezután figyelmezteti Lükomédészt, hogy Admétosz és Alkidész vezette ellenséges csapatok közelednek a város felé. Alkésztisz még utoljára megpróbálja rábeszélni Lükomédészt, felszólítva őt, hogy adja meg magát, szükségtelen vérontás helyett. Ám a király nem hajlandó meghallgatni könyörgését, belépteti a megerősített városba, és ostrom elleni védelemre készül.
Alkidész hősiességének és Admétosz elszántságának köszönhetően egy viharos csata után, amely lerombolja az erődítményeket, a várost végül elfoglalják, a védők pedig megadják magukat, fogságba esnek.
Alkésztisz és Céphise kiszabadulnak. Alkidész visszaadja a hercegnőt Admétosz apjának, Pherèsznek a karjába, és elmennek megkeresni Admétoszt. Azonnal távozik, hogy ne kelljen újra szenvednie a fiatal pár boldogságától.
Alkidész és Lychas távozása után Alkésztisz felfedezi Admétoszt a földön, Lükomédész halálosan megsebesítette. Felesége könnyeit látva a király, aki nagyon legyengült és tudatában van helyzetének, azt mondja Alkésztisznek, hogy ne sírjon, és biztosítja, hogy boldogan meghalt volna érte.
Apolló belép a helyszínre, és bejelenti a királynak, hogy megengedte neki, hogy megszökjön a haláltól, azzal a feltétellel, hogy valaki beleegyezik, hogy meghaljon helyette. Ilyenkor a Művészetek megjelennek, és emlékművet állítanak annak a személynek a dicsőségére, aki feláldozza magát Admétoszért.

### 3. felvonás
A jelenet egy nagyszerű emlékmű, amelyet a Művészek állítottak fel. Középen egy üres oltár látható, amelyen annak a személynek a képmása lesz, aki életét áldozza Admétoszért.
Alkésztisz sírva kéri az isteneket, hogy ne vegyék el férjétől, még akkor sem, ha Admétosz haldoklik. Egyelőre senki sem ajánlotta fel a helyét, és mindegyik szereplőnek jó oka volt arra, hogy miért ne hozzon ilyen áldozatot: Céphise szerint még túl fiatal a halálhoz; Pherész azt mondja, túl öreg.
Alkésztisz szomorúan visszavonul, megértve, hogy nem számíthat másra, aki megmenti férjét. Céphise követi őt.
Cléante, a király barátja jön, hogy figyelmeztesse Pherészt, hogy Admétosznak már csak néhány pillanata van hátra. Hirtelen örömteli ritornello hallatszik, és Admétosz csodálatosképpen meggyógyulva belép. Boldog, hogy életben maradt, és hamarosan felszáríthatja szeretett felesége könnyeit, ezért arra kéri az isteneket, hogy fedjék fel előtte azt, aki életét adta érte.
Az oltár függönyei kinyílnak, láthatóvá válik a magát leszúró Alkésztisz képe, míg Céphise bejelenti, hogy a hercegnő most halt meg, feláldozva magát azért, akit szeretett.
A megtört Admétosz kísérete karjaiba esik. Egy csapat szomorú férfiakból és egy másik nőből áll, akik virágokat és az Alceste tetemét díszítő összes dísztárgyat vitték, és megtartják a temetési szertartást. Hisztérikus fájdalom keríti hatalmába a tömeget: van, aki megszaggatja ruháit, mások a hajukat tépik, és Alkésztisz képe előtt mindenki összetöri az általa hordozott díszeket.
Ekkor belép Alkidész. A jajveszékelés és a temetési szertartás felkeltette az érdeklődését, elhalasztotta távozását. Miután felgyorsították a helyzetet, beszél Admétosszal, és felajánlja, hogy megkeresi Alkésztiszet Hádészban, de azzal a feltétellel, hogy amikor visszatér vele, a saját feleségévé kell tenni. A király habozás nélkül beleegyezik abba, hogy lemond az iránta érzett szerelméről, és sürgeti Alkidészt, hogy ragadja ki Alkésztiszt a halál szájából.
Megjelenik a Hold, gömbje kinyílik, és Dianát egy ragyogó felhőn mutatja meg. Bejelenti, hogy az istenek egy gyönyörű ötlettől indittatva úgy döntöttek, hogy segítenek Alkidésznek egy új átjáró megnyitásával a Hádészba. Mercury lerepül, hogy földet érjen a caduceusával. A kinyíló folyosón Alkidész leereszkedik.

### 4. felvonás
A jelenet az Acheron folyót és komor partjait mutatja be. Néhány szellem várja Charont, aki csónakján evezve érkezik.
Charon beveszi a csónakjába azokat a szellemeket, akik meg tudják fizetni, és átszállítja őket az Acheronon. Szánalom nélkül elűzi azokat a lelkeket, akik nem tudnak fizetni.
Alkidész belép a helyszínre, és beugrik a csónakba, miközben Charon elűzi a szellemeket. Figyelmen kívül hagyva a révész tiltakozását és fenyegetéseit, megparancsolja neki, hogy minden további vita nélkül vigye el a Plútóba.
A jelenet megváltozik. Most Plútó palotáját mutatja, aki a trónján ül. Proserpina, Plútó hívei és Alceste szelleme ott vannak körülötte.
Plútó és Proserpina üdvözölték Alkésztisz szellemét, és fogadást rendeznek a tiszteletére. De Alecton nagy sietséggel belép, megszakítja az ünnepséget, és közli Plútóval, hogy Alkidész lejött, hogy megtámadja a Hádészt.
Plútó elengedi Cerberust, hogy megakadályozza Alkidész útját, de Alkidész gyorsan legyőzi az Alvilág őrzőjét, és láncra veri. Plútó tehát elismeri a vereségét. De Alkidész megnyugtatja: nem azért jött, hogy meghódítsa a Holtak Birodalmát, hanem egyszerűen Alkésztisz felkutatására.
Meghatódva szerelme őszinteségétől, Proserpina biztatja férjét, hogy támogassa Alkidész küldetését. Plútó, akit szintén megindított ez a nagy szerelem, beleegyezik abba, hogy Alkidész és Alkésztisz távozzanak. Visszatérésük megkönnyítésére Plútó rendelkezésükre bocsátja saját szekerét és kísérőjét. Alkidész és Alkésztisz szelleme beszállnak Plútó szekerébe, amely a Plútó követőiből álló repülő csapat kíséretében száll.

### 5. felvonás
A jelenet egy diadalívet mutat két amfiteátrum között, ahol különböző görögök sokasága látható egybegyűlve, hogy fogadja Alkidész diadalmenetét az alvilágból.
Az Alkidész fogadására összegyűlt emberek között van Admétosz is, aki örül annak a gondolatnak, hogy Alceste-t újra élve láthatja. Mégis emlékszik az Alkidésszel kötött megállapodására. Alceste visszanyeri életét, de az életét többé nem neki szenteli. Admétosz elfojtja e sajnálkozásokat, és azt mondja magának, hogy a legfontosabb dolog Alkésztiszt életben látni. Megtiltja magának az önsajnálatot, összeszedi magát, és újra csatlakozik az ujjongó tömeghez, hogy szabadon ünnepelhesse Acide diadalát.
Az ünnepségek alkalmából Lychas úgy döntött, hogy kiszabadítja Sztratónt (a 2. felvonás vége óta láncra fűzve), és megbékél vele. Céphise érkezését látva mindketten megkérik, hogy válassza ki, melyiküket szeretné leendő férjének. De a lány nem hajlandó választani, és közli velük, hogy nem áll szándékában férjhez menni. Úgy tűnik, a két udvarló elfogadja ezt, és mindhárman részt vesznek az ünneplésben.
Alkidész és Alkésztisz belépnek. Alkidész azzal vádolja Alkésztiszt, hogy csak Admétosznak van szeme, és emlékezteti, hogy ennek ellenére ő az övé. Alkésztisz biztosítja, hogy nem áll szándékában elárulni Admétosz nem kötelezettségeit, de hozzáteszi, hogy lehetetlen lett volna visszahozni az életét anélkül, hogy az érzéseit is vissza ne hozná.
Alkésztisz és Admétosz megindító búcsút mondanak, mert számukra a kötelesség erősebb a szerelemnél.
Alkidész elmegy, Alkésztisz pedig feleségül megy Alkidészhoz, aki meghatva érzéseik mélységétől, megállítja, és visszautasítja annak ajánlatát. Így Alkidész, miután diadalmaskodott az alvilág szörnyei felett, végre megtanulja, hogyan kell „győzedelmeskednie önmagán”.

## Felvételek
- vezényel: Jean-Claude Malgoire ; Szereplők: Felicity Palmer (Alkésztisz), Bruce Brewer (Admétosz), Max van Egmond (Alkidész), François Loup (Kharón és Lükomédész) – 1974-es stúdiófelvétel a CBS-nek
- vezényel: Jean-Claude Malgoire ; szereplők: Colette Alliot-Lugaz (Alkésztisz), Howard Crook (Admétosz), Jean-Philippe Lafont (Alkidész), Gregory Reinhart (Kharón), François Loup (Lükomédész); mellékszereplők: Véronique Gens, Jean-François Gardeil, Olivier Lallouette, Gilles Ragon és Sophie-Marin Degor ; kórus és zenekar: La Grande Écurie et La Chambre du Roy – élő Párizsban, 1992. január 4-8., Disques Montaigne (később megjelent az Astrée Auvidison)
- vezényel: Christophe Rousset ; szereplők: van Wanroij (Alkésztisz), González Toro (Admétosz), Crossley-Mercer (Alkidész), Williams (Kharón és Lükomédész); Choeur de Chambre de Namur; Les Talens Lyriques; 2017. július 13–16.; stúdiófelvétel az Aparté számára; Grammy-jelölt

## Fordítás
- Ez a szócikk részben vagy egészben  az   Alceste (Lully) című angol Wikipédia-szócikk ezen változatának fordításán alapul.  Az eredeti cikk szerkesztőit annak laptörténete sorolja fel. Ez a jelzés csupán a megfogalmazás eredetét és a szerzői jogokat jelzi, nem szolgál a cikkben szereplő információk forrásmegjelöléseként.

## Digitális másolatok
- librettó (franciául). Baudry, Paris 1674. Digitalisat Gallicánál
- librettó (franciául). Baudry, Paris 1675. Digitalisat Gallicánál
- librettó (franciául). Baudry, Paris 1678. Digitalisat Gallicánál
- librettó ((franciául), Ballard, Paris 1728. Digitalisat Gallicánál
- partitúra, „première édition“. Baussen, Paris 1708. Digitalisat Gallicánál
- partitúra, „seconde édition“. Baussen, Paris 1708. Digitalisat Gallicánál
- partitúra, „seconde édition“. Ballard, Paris 1716. Digitalisat im Internet Archive
- partitúra. Ballard, Paris 1727. Digitalisat Gallicánál
- Théodore de Lajarte zongorai része. Michaelis, Paris 1881. Digitalisat Bibliothèques spécialisées et patrimoniales de la Ville de Paris